# Virgin Beauty
Virgin Beauty è un album in studio del musicista jazz statunitense Ornette Coleman e della sua band Prime Time, pubblicato dalla Portrait Records nel 1988.

## Tracce
1. 3 Wishes – 4:23
2. Bourgeois Boogie – 5:11
3. Happy Hour – 4:49
4. Virgin Beauty – 3:34
5. Healing the Feeling – 5:21
6. Singing in the Shower – 4:26
7. Desert Players – 4:24
8. Honeymooners – 4:24
9. Chanting – 3:01
10. Spelling the Alphabet – 1:30
11. Unknown Artist – 4:12

## Formazioni
- Ornette Coleman – sassofono, tromba, violino
- Denardo Coleman – batteria, tastiere, percussioni
- Charles Ellerbie – chitarra elettrica
- Jerry Garcia – chitarra in 3 Wishes, Singing in the Shower, Desert Players
- Albert MacDowell – contrabbasso
- Bern Nix – chitarra
- Chris Walker – basso
- Calvin Weston – batteria